# فيكتور زالازار
فيكتور زالازار (مواليد 24 يوليو 1935) هو ملاكم أرجنتيني، مثّل بلاده في الألعاب الأولمبية الصيفية 1956 وحقق الميدالية البرونزية في فئة وزن البانتام.

## روابط خارجية
فيكتور زالازار على موقع بوكس ريك (الإنجليزية) (registration required)
- فيكتور زالازار على موقع أوليمبيديا (الإنجليزية)